# Virola guatemalensis
Virola guatemalensis là một loài thực vật có hoa trong họ Myristicaceae. Loài này được (Hemsl.) Warb. miêu tả khoa học đầu tiên năm 1897.